# عبد الملك الخيال
عبد الملك بن عبد الله بن زيد الخيال كاتب وأكاديمي سعودي متخصص في علم طبقات الأرض،   حيث حصل على دكتوراه في الجيولوجيا من جامعة روتجرز في الولايات المتحدة الأميركية في العام 1968، وله مؤلفات في هذا الشأن. سبق له أن كان عضوًا في مجلس الشورى السعودي السابق.

## نسبه
ينتسب سعادة الأستاذ الدكتور عبد الملك إلى أسرة الخيّال من المجمعة وهم أبناء علي (الملقب بالخيّال) بن زيد بن مرخان بن وطبان بن ربيعه بن مرخان بن إبراهيم بن موسى بن ربيعه بن مانع المريدي من بني حنيفه من بكر بن وائل من ربيعة بن نزار بن معد بن عدنان.

## المؤهلات العلمية
- دكتوراه جيولوجيا من جامعة روتجرز في الولايات المتحدة الأميركية (1388هـ-1968م).

## الحياة العملية
- عضو مجلس الشورى اعتبارا من 3/3/1430 هـ.[7]
- عميد كلية العلوم بجامعة الملك سعود من 1394 – 1397 هـ (1974 – 1977م) ورئيسا لقسم الجيولوجيا لأكثر من عشر سنوات.
- أشرف على العديد من مشاريع كلية العلوم وخاصة على تخطيط مباني كلية العلوم بالدرعية، كما أشرف وشارك في عمل الخطط الدراسية وأشرف على بعض رسائل الماجستير. وقام بتدريس مادة جيولوجية المملكة العربية السعودية لأكثر من 30 عاما بجانب مواد أخرى.
- مندوبا لوزارة التعليم العالي في لجنة التخطيط والمجلس الاستشاري لنظام البحث العلمي البحري.
- مندوبا للجامعة في دراسة إنشاء هيئة المساحة الجيولوجية بحكم أنه اقترح إنشاؤها على المقام السامي.
- تقييم بعض التقارير الجيولوجية لمدينة الملك عبد العزيز للعلوم والتقنية.
- محكم لمجلة كلية العلوم – جامعة الملك سعود.
- محرر لمجلية جيولوجيا الباسيفكي، اليابان.
- محكم لمجلة أبحاث الفورامنيفرا الصادرة في الولايات المتحدة الأمريكية.
- المشرف الرئيسي لبعض طلبة الدراسات العليا بجانب إشرافه على رسالة للدكتوراه وكان ممتحنا خارجيا لرسالة دكتوراه عبد العزيز اللعبون.
- رئيسا للجمعية السعودية لعلوم الأرض من عام 1411 ولأكثر من عشر سنوات. ورئيسا للمؤتمر الأول والثاني والثالث والرابع والخامس للجمعية السعودية لعلوم الأرض 1992م، 1994م، 1995م، 1997م، 1998م.

## عضوية مجالس ولجان
- عضو هيئة التدريس بجامعة الملك سعود من عام 1388 هـ/1968م ثم أستاذ الجيولوجيا في جامعة الملك سعود حتى التقاعد 2006.
- عضوا في مجلس جامعة الملك سعود ومجلسها العلمي والمجلس الأعلى للجامعة خلال عمله كعميد لكلية العلوم.
- عضوا في لجنة تخطيط مباني جامعة الملك سعود بالدرعية.
- عضو الأسرة الوطنية للعلوم من 1398 هـ وحتى 1405 هـ.

## المؤلفات والبحوث
- نشر العديد من البحوث العلمية عن جيولوجية المملكة العربية السعودية بجانب كتابة كتاب (الجيولوجيا) للسنة الثالثة الثانوية.
- وعمل دراسات عن الثروات المعدنية في المنطقة الغربية والشرقية والوسطى والجنوبية الغربية في عام 1973 و 1974م قدمت لوزارة التخطيط من ضمن دراسات الاجتماعية والاقتصادية لتلك المناطق.
- دراسة المواد المستخدمة في صناعة الخزف في منطقة الرياض، لمركز الأبحاث الصناعي بوزارة التجارة من أجل إقامة مصنع الخزف بالرياض.
- معجم مصطلحات الجيولوجيا – المنظمة العربية للتربية والثقافة والعلوم 1977م.
- يعمل حاليا على إصدار الببليوجرافية الجيولوجية للمملكة العربية السعودية وتقع في عشرة مجلدات.
- كتابة أكثر من 300 مقالة منشورة في الصحف والمجلات المحلية.- وهو صاحب كتاب «المعجم الموحد للمصطلحات العلمية في مراحل التعليم العام».